# Nyctophilus howensis
Nyctophilus howensis é uma espécie de morcego da família Vespertilionidae. Endêmica da Austrália, é encontrada somente na ilha de Lord Howe. Possivelmente se encontra extinta.